# Polycentrus jundia
Polycentrus jundia ist ein sehr kleiner Raubfisch aus der Familie der Vielstachler (Polycentridae), der in Überschwemmungsgebieten (Igapó-Wälder) im Stromgebiet des Rio Negro im brasilianischen Amazonasbecken vorkommt. Die Art wurde erst Ende 2014 beschrieben und ist die zweite Art der Gattung Polycentrus nach dem küstennah von Venezuela über  Trinidad, Guyana bis zum brasilianischen Bundesstaat Amapá vorkommenden Südamerikanischen Vielstachler (P. schomburgkii). Das Artepitheton jundia kommt aus der Tupí-Sprache, bedeutet so viel wie „Kopf mit Stacheln“ und nimmt Bezug auf die am Rande gesägten Schädelknochen.

## Beschreibung
Wie alle Vielstachler hat Polycentrus jundia einen seitlich stark abgeflachten Körper, ein sehr großes, weit vorstülpbares Maul und ahmt mit seiner bräunlichen Färbung abgestorbene, im Wasser treibende Blätter nach. Der Holotyp hat eine Länge von 28,3 mm, alle weiteren für die Erstbeschreibung untersuchten Exemplare (Paratypen) sind kleiner. Die Körperhöhe am Beginn der Afterflosse liegt bei 38 bis 42,4 % der Standardlänge, die Kopflänge beträgt 37,1 bis 44,2 % der Standardlänge. Vom Südamerikanischen Vielstachler unterscheidet sich Polycentrus jundia durch zwei dunkle Bänder hinter dem Auge und eins unter dem Auge (alle sind kürzer als der Augendurchmesser), eine stumpfere Schnauze, eine reduzierte Sägung der Unterkante des Lacrimale, wobei die Anzahl der dünnen Zähnchen am hinteren Ende zwischen null und zwei liegt, einen vollständig gesägten hinteren Rand des senkrechten Armes des Präoperculums, fünf stechende Dornen am Kiemendeckel, einen stark gesägten Rand der Interoperculare, eine Suboperculare, deren unterer Rand hinten gesägt ist und einem Cleithrum, dessen hinterer Rand oben gesägt ist. Ein Fleck auf der Mitte des Kiemendeckels fehlt.
Die Flossenformel lautet: Dorsale: XVI/8, XVI/7 oder XV/9, Anale XII/6, XI/6 oder XII/5, Pectorale ii/11, 12 oder 14.
Vier Flossenstrahlen der Brustflosse reichen bis über die senkrechte Linie, die vom Beginn der Afterflosse ausgeht. Die Anzahl der Schuppen vor der Rückenflosse liegt bei 19 bis 21, an ihrer Basis zählt man 19 bis 20 Schuppen, 12 bis 14 finden sich entlang der Afterflossenbasis.